# Monts-en-Ternois
Monts-en-Ternois è un comune francese di 54 abitanti situato nel dipartimento del Passo di Calais nella regione dell'Alta Francia.

## Società

### Evoluzione demografica
Abitanti censiti